# Grand Prix Wielkiej Brytanii 1993

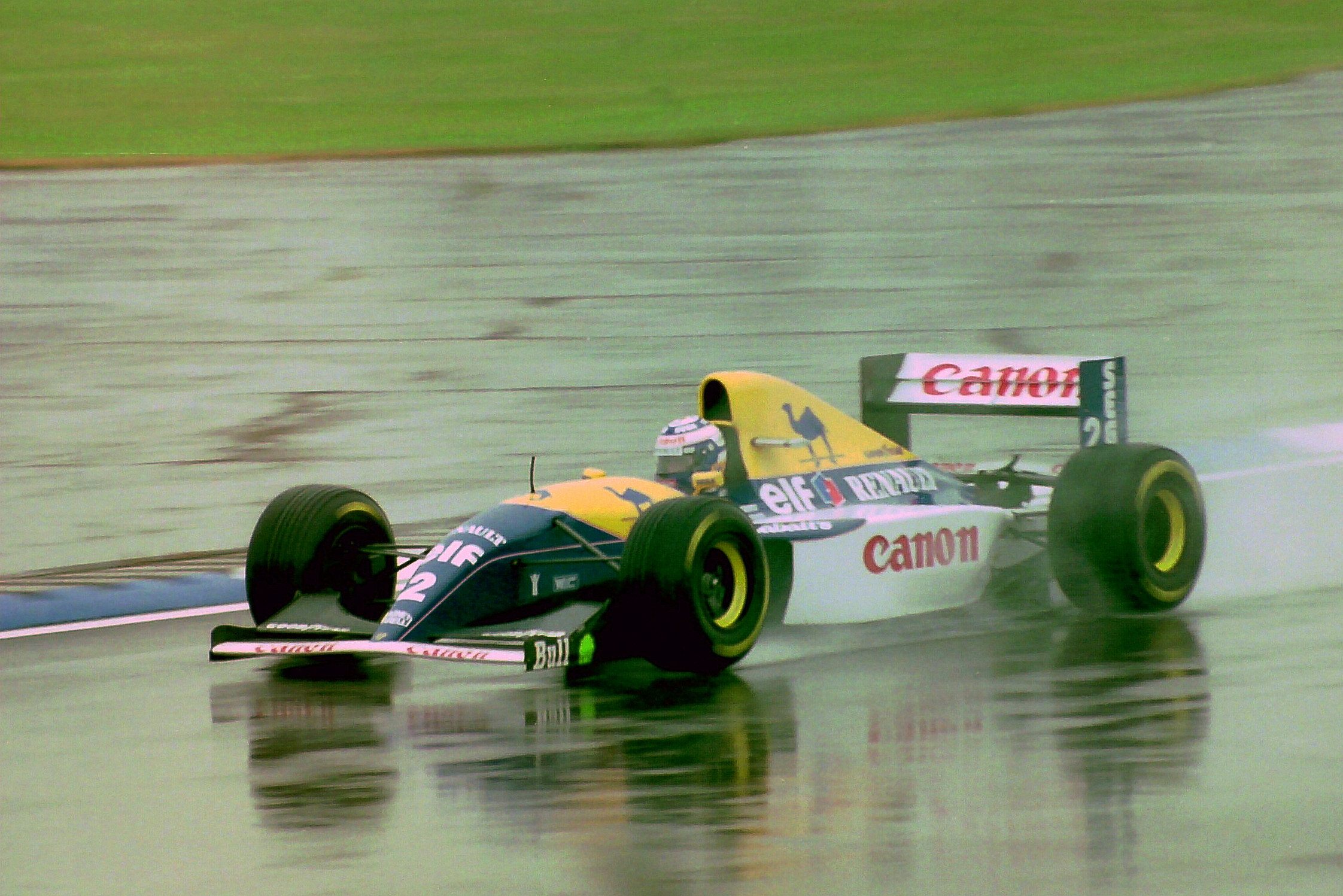
Alain Prost podczas treningu

Grand Prix Wielkiej Brytanii 1993 (oryg. Foster's British Grand Prix) – dziewiąta runda Mistrzostw Świata Formuły 1 w sezonie 1993, która odbyła się 11 lipca 1993, po raz 27. na torze Silverstone.
46. Grand Prix Wielkiej Brytanii, 44. zaliczane do Mistrzostw Świata Formuły 1.

## Wyniki

### Kwalifikacje
| P                       | Nr | Kierowca             | Konstruktor(-silnik)  | Opony | Czas     | Odstęp   | Strata   |
| ----------------------- | -- | -------------------- | --------------------- | ----- | -------- | -------- | -------- |
| 1                       | 2  | Alain Prost          | Williams-Renault      | G     | 1:19.006 | -        | -        |
| 2                       | 0  | Damon Hill           | Williams-Renault      | G     | 1:19.134 | 0:00.128 | 0:00.128 |
| 3                       | 5  | Michael Schumacher   | Benetton-Ford         | G     | 1:20.401 | 0:01.267 | 0:01.395 |
| 4                       | 8  | Ayrton Senna         | McLaren-Ford          | G     | 1:21.986 | 0:01.585 | 0:02.980 |
| 5                       | 6  | Riccardo Patrese     | Benetton-Ford         | G     | 1:22.364 | 0:00.378 | 0:03.358 |
| 6                       | 25 | Martin Brundle       | Ligier-Renault        | G     | 1:22.421 | 0:00.057 | 0:03.415 |
| 7                       | 12 | Johnny Herbert       | Lotus-Ford            | G     | 1:22.487 | 0:00.066 | 0:03.481 |
| 8                       | 9  | Derek Warwick        | Footwork-Mugen-Honda  | G     | 1:22.834 | 0:00.347 | 0:03.828 |
| 9                       | 26 | Mark Blundell        | Ligier-Renault        | G     | 1:22.885 | 0:00.051 | 0:03.879 |
| 10                      | 10 | Aguri Suzuki         | Footwork-Mugen-Honda  | G     | 1:23.077 | 0:00.192 | 0:04.071 |
| 11                      | 7  | Michael Andretti     | McLaren-Ford          | G     | 1:23.114 | 0:00.037 | 0:04.108 |
| 12                      | 27 | Jean Alesi           | Ferrari               | G     | 1:23.203 | 0:00.089 | 0:04.197 |
| 13                      | 28 | Gerhard Berger       | Ferrari               | G     | 1:23.257 | 0:00.054 | 0:04.251 |
| 14                      | 11 | Alessandro Zanardi   | Lotus-Ford            | G     | 1:23.533 | 0:00.276 | 0:04.527 |
| 15                      | 14 | Rubens Barrichello   | Jordan-Hart           | G     | 1:23.635 | 0:00.102 | 0:04.629 |
| 16                      | 30 | JJ Lehto             | Sauber-Ilmor          | G     | 1:24.071 | 0:00.436 | 0:05.065 |
| 17                      | 20 | Érik Comas           | Larrousse-Lamborghini | G     | 1:24.139 | 0:00.068 | 0:05.133 |
| 18                      | 29 | Karl Wendlinger      | Sauber-Ilmor          | G     | 1:24.525 | 0:00.386 | 0:05.519 |
| 19                      | 23 | Christian Fittipaldi | Minardi-Ford          | G     | 1:24.664 | 0:00.139 | 0:05.658 |
| 20                      | 24 | Pierluigi Martini    | Minardi-Ford          | G     | 1:24.718 | 0:00.054 | 0:05.712 |
| 21                      | 4  | Andrea de Cesaris    | Tyrrell-Yamaha        | G     | 1:25.254 | 0:00.536 | 0:06.248 |
| 22                      | 3  | Ukyō Katayama        | Tyrrell-Yamaha        | G     | 1:25.343 | 0:00.089 | 0:06.337 |
| 23                      | 15 | Thierry Boutsen      | Jordan-Hart           | G     | 1:25.363 | 0:00.020 | 0:06.357 |
| 24                      | 19 | Philippe Alliot      | Larrousse-Lamborghini | G     | 1:25.397 | 0:00.034 | 0:06.391 |
| 25                      | 22 | Luca Badoer          | Lola-Ferrari          | G     | 1:26.239 | 0:00.842 | 0:07.233 |
| Nie zakwalifikowali się |    |                      |                       |       |          |          |          |
|                         | 21 | Michele Alboreto     | Lola-Ferrari          | G     | 1:26.520 | 0:00.281 | 0:07.514 |
| P                       | Nr | Kierowca             | Konstruktor(-silnik)  | Opony | Czas     | Odstęp   | Strata   |

### Wyścig
| Poz | Nr | Kierowca             | Konstruktor           | Okrążenia | Czas/powód NU        | Poz. start. | Punkty |
| --- | -- | -------------------- | --------------------- | --------- | -------------------- | ----------- | ------ |
| 1   | 2  | Alain Prost          | Williams-Renault      | 59        | 1:25:38.189          | 1           | 10     |
| 2   | 5  | Michael Schumacher   | Benetton-Ford         | 59        | +7.660               | 3           | 6      |
| 3   | 6  | Riccardo Patrese     | Benetton-Ford         | 59        | +1:17.482            | 5           | 4      |
| 4   | 12 | Johnny Herbert       | Lotus-Ford            | 59        | +1:18.407            | 7           | 3      |
| 5   | 8  | Ayrton Senna         | McLaren-Ford          | 58        | Brak paliwa          | 4           | 2      |
| 6   | 9  | Derek Warwick        | Footwork-Mugen-Honda  | 58        | +1 okrążenie         | 8           | 1      |
| 7   | 26 | Mark Blundell        | Ligier-Renault        | 58        | +1 okrążenie         | 9           |        |
| 8   | 30 | JJ Lehto             | Sauber                | 58        | +1 okrążenie         | 16          |        |
| 9   | 27 | Jean Alesi           | Ferrari               | 58        | +1 okrążenie         | 12          |        |
| 10  | 14 | Rubens Barrichello   | Jordan-Hart           | 58        | +1 okrążenie         | 15          |        |
| 11  | 19 | Philippe Alliot      | Larrousse-Lamborghini | 57        | +2 okrążenia         | 24          |        |
| 12  | 23 | Christian Fittipaldi | Minardi-Ford          | 56        | Skrz. biegów         | 19          |        |
| 13  | 3  | Ukyō Katayama        | Tyrrell-Yamaha        | 55        | +4 okrążenia         | 22          |        |
| 14  | 25 | Martin Brundle       | Ligier-Renault        | 53        | Skrz. biegów         | 6           |        |
| NS  | 4  | Andrea de Cesaris    | Tyrrell-Yamaha        | 43        | Nie sklasyfikowany   | 21          |        |
| NU  | 0  | Damon Hill           | Williams-Renault      | 41        | Silnik               | 2           |        |
| NU  | 11 | Alessandro Zanardi   | Lotus-Ford            | 41        | Zawieszenie          | 14          |        |
| NU  | 25 | Thierry Boutsen      | Jordan-Hart           | 41        | Koło                 | 23          |        |
| NU  | 22 | Luca Badoer          | Lola-Ferrari          | 32        | Elektronika          | 25          |        |
| NU  | 24 | Pierluigi Martini    | Minardi-Ford          | 31        |                      | 20          |        |
| NU  | 29 | Karl Wendlinger      | Sauber                | 24        | Wypadł z toru        | 18          |        |
| NU  | 28 | Gerhard Berger       | Ferrari               | 10        | Zawieszenie          | 13          |        |
| NU  | 10 | Aguri Suzuki         | Footwork-Mugen-Honda  | 8         | Wypadł z toru        | 10          |        |
| NU  | 7  | Michael Andretti     | McLaren-Ford          | 0         | Wypadł z toru        | 11          |        |
| NU  | 20 | Érik Comas           | Larrousse-Lamborghini | 0         | Przeniesienie napędu | 17          |        |
| NZ  | 21 | Michele Alboreto     | Lola-Ferrari          |           |                      |             |        |